# 于法开
于法開（?—?），剡县（今浙江嵊县）人，晋代医家。
師從于法蘭，精醫術，自称祖述“耆婆”。曾在路途中治難產孕婦，以羊肉羹及针术治难产，不久胎儿娩出。好佛法，與支道林爭即色空義，時人多倾向支道林，法開遂至剡县隐居。創立識含宗。著《议论备豫方》一卷，已佚。